# میاندهی (مه‌ولات)
میاندهی (مه ولات)، روستایی از توابع بخش مرکزی شهرستان مه ولات در استان خراسان رضوی ایران است.دارای پارک و کاروانسرای تاریخی؛ آب انبار بسیار بزرگ با قدمت بالا است.این روستا دارای باغات پسته و ...تاقزارهای و پدیده های نظیر کویر از جاذبه های گردشگری آن محسوب می گردد.محدوده نوبهار آن بسیار زیبا است.رباط میاندهی در تاریخ ۹ اردیبهشت ۱۳۸۲ با شمارهٔ ثبت ۸۵۶۹ به‌ عنوان یکی از آثار ملی ایران به ثبت رسیده است.

## جمعیت
این روستا در دهستان مه ولات جنوبی قرار دارد و براساس سرشماری مرکز آمار ایران در سال ۱۳۸۵، جمعیت آن ۸۷۰ نفر (۲۲۳خانوار) بوده‌است.